# بدون پنهان‌کاری
بدون پنهان‌کاری (لهستانی: Bez tajemnic) یک مجموعهٔ تلویزیونی دلهره‌آور روان‌شناختی لهستانی است که در سال ۲۰۲۱ منتشر شد.

## گزیدهٔ بازیگران

### اصلی
- یژی راجیویوویچ (بازیگر ثابت)

### فصل اول
- مائوگوشا بلا
- مارچین دوروچینسکی
- ایلونا اوستروفسکا
- کریستیانا یاندا
- آنا رادوان
- ماتئوش کوشچوکویچ
- یولیا رسنوفسکا
- ماگدالنا چروینسکا
- یژی کاماس
- ایرنئوش چوپ
- اوروشولا گرابوفسکا
- آندژی خیرا
- ماریوش درنژک

### فصل دوم
- ماتئوش کوشچوکویچ
- یولیا رسنوفسکا
- ماگدالنا چلتسکا
- یانوش گایوس
- یولیا کیوفسکا
- کریستیانا یاندا
- دانوتا استنکا
- ریشارد رونچفسکی
- ایلونا اوستروفسکا
- ووکاش سیملات
- آگنیشکا ژولفسکا
- یژی کاماس
- میخاو ژورافسکی
- کاتاژینا زاوادسکا
- الکساندرا کیسیو
- ماچئی اشتور

### فصل سوم
- استانیسواوا تسلینسکا
- ماگدالنا پوپوافسکا
- پیوتر گوئوواتسکی
- ماچئی اشتور
- آنا رادوان
- پشمیسواف سادوفسکی
- آگاتا کولشا
- کینگا پرایس
- گژگوش ماوتسکی
- مارتا نیرداکیویچ
- ایزابلا دونبروفسکا
- کارولینا پُرکاری
- ماریوش زانیفسکی
- رافائو ماچکوویاک
- کارولینا کومینک
- آندژی دسکور
- کاتاژینا ز. میخالسکا